# Paul W. Svendsen
Paul Wilhelm Eisenreich Svendsen (født 23. april 1914 i Helsingør, død 18. april 1976 i Aalborg) var en dansk journalist. Oprindeligt bankuddannet i fødebyen, siden journalist ved Helsingør Dagblad, Sjællands Stiftstidende, Ringsted Folkeblad, Idrætsbladet, Vejle Amts Folkeblad og Aalborg Stiftstidende. Signerede sine artikler med paw.
Han var freelance-korrespondent for flere sportsredaktioner bl.a. med sine systematiske statistikker over detaljer i fodbold.
Han dækkede OL i Berlin 1936, London 1948 og Rom 1960 (sidstnævnte efter et folkekrav fra læserne af Vejle Amts Folkeblad, idet Vejle Boldklub havde fire spillere på fodboldlandsholdet, der blev nr. 2 i turneringen).
Udgav i 1951 en populær fortolkning af fodboldlovene, "Var der frispark".
Var klummist på Ringsted Folkeblad med "Lørdagscauserier" og igen på Aalborg Stiftstidende med "Pawserier".
Fire dage før sin død berettede han til DRs Inger Larsen om det at være dødsmærket af kræft. Interviewet blev udsendt få dage efter hans død og vakte en del opmærksomhed, da kræftsygdomme var omgærdet af megen tabu i offentligheden.